# Central'noe televidenie SSSR
La Televisione Centrale dell'Unione Sovietica (in russo Центральное телевидение СССР, ЦТ СССР?, Central'noe televidenie SSSR, CT SSSR) è stata la televisione pubblica dell'Unione Sovietica.
Come gran parte dei media sovietici, la televisione centrale sovietica era, oltreché un mezzo d'intrattenimento, anche uno strumento di propaganda del Partito Comunista dell'Unione Sovietica. Inizialmente era gestita dal Ministero della cultura dell'URSS, in seguito da Gosteleradio.

## Storia

### Primi decenni

Il monoscopio utilizzato nelle prime trasmissioni sovietiche (TIT-0249BIS, ТИТ-0249бис).

La radio fu inizialmente il principale mezzo di comunicazione di massa in Unione Sovietica, ma già negli anni trenta iniziarono le prime sperimentazioni televisive.
Le prime trasmissioni televisive sperimentali, prive di sonoro, furono avviate il 1º maggio 1931. Il 1º ottobre dello stesso anno, il Comitato Radio dell'URSS lanciò il canale Televidenie imeni Gor'kogo, trasmettendo ufficialmente da Mosca su onde medie. Le trasmissioni iniziarono con una durata di 30 minuti al giorno, per poi aumentare a dodici appuntamenti mensili della durata di un'ora ciascuno. Il sistema utilizzato era quello tedesco a 30 linee, in formato 4:3, con una frequenza di 12,5 fotogrammi al secondo. Nel 1932, anche due stazioni radio di Leningrado iniziarono a trasmettere il segnale televisivo, affiancandosi a quella di Mosca.
Il primo televisore sovietico destinato all'uso domestico fu il modello B-2, prodotto a Leningrado nel 1933. Realizzato artigianalmente in due o tre unità al giorno, utilizzava un disco di Nipkow sottile e leggero montato su un motore a bassa potenza. L'immagine prodotta misurava 16×12 mm e veniva ingrandita a 4×3 cm grazie a una lente interna. L'apparecchio era racchiuso in una custodia di legno e disponeva di tre comandi per regolare la velocità del disco, la frequenza e l'ampiezza degli impulsi di sincronizzazione. Il segnale video veniva ricevuto tramite una normale radio, mentre per l'audio era necessario un secondo ricevitore sintonizzato su una frequenza diversa. Il costo del televisore corrispondeva a circa uno stipendio mensile medio di un operaio.
Nel dicembre 1933, le trasmissioni televisive da Mosca furono sospese a seguito dell'avvio di studi dedicati alla televisione elettronica. In quell'anno, lo scienziato Semën Kataev fu il primo in Unione Sovietica a proporre l'utilizzo del tubo catodico, sulla base delle sue ricerche sull'iconoscopio e sulla trasmissione elettronica. Tuttavia, poiché l'industria sovietica non era ancora in grado di produrre le apparecchiature necessarie, l'11 febbraio 1934 le trasmissioni a onde medie ripresero, e fu istituito il dipartimento televisivo di Mosca all'interno del Comitato radio dell'URSS.
La prima trasmissione televisiva con sonoro ebbe luogo il 15 novembre 1934 e consistette in un concerto di varietà. Durante il programma, l'attore Ivan Moskvin lesse Il malfattore di Anton Čechov, seguito dall'esibizione di una cantante e di una coppia di ballerini. Due anni dopo, la produzione del modello B-2 fu interrotta.
Le trasmissioni pubbliche regolari iniziarono il 9 marzo 1938, con una programmazione serale composta da notiziari, documentari e spettacoli di intrattenimento. Nello stesso anno, fu lanciato il canale Leningradskogo televidenija, che trasmetteva da Leningrado fino al nord dell'Unione Sovietica.
Sempre nel 1938, furono realizzate le prime trasmissioni sperimentali di televisione elettronica.

### Centro televisivo di Mosca (1939-1949)
Il 10 marzo 1939 fu istituito il Centro televisivo di Mosca (Moskovskij telecentr, MTC), che avviò le trasmissioni sull'omonimo canale a onde ultracorte. Su questa frequenza furono diffusi anche i programmi del nuovo Centro televisivo di Leningrado. La prima trasmissione consistette in un documentario sull'apertura del XVIII Congresso del Partito Comunista di tutta l'Unione (bolscevico). Le trasmissioni sulle onde medie del MTC cessarono il 1º aprile 1941.
Con l'inizio della Grande Guerra Patriottica, le trasmissioni furono sospese temporaneamente e ripresero il 7 maggio 1945, per poi proseguire regolarmente dal 15 dicembre dello stesso anno. Nel dicembre 1948, il centro televisivo di Mosca interruppe nuovamente le attività per consentire lavori di ricostruzione e aggiornamento tecnico.
Il servizio televisivo sovietico aveva avviato trasmissioni sperimentali il 7 maggio 1945, due giorni prima della resa della Germania nazista, in vista dell'entrata in piena operatività, raggiunta il 7 marzo 1948. Dopo una nuova sospensione nel dicembre 1948 per l'ammodernamento delle infrastrutture, le trasmissioni ripresero il 1º maggio 1949, in occasione della Parata del Primo Maggio in Piazza del Palazzo, coprendo Leningrado e il nord-est dell'URSS.
La programmazione regolare riprese il 16 giugno 1949.

### Dipartimento di radiodiffusione di Mosca (1949-1951)
Nel 1949, il Centro televisivo di Mosca fu posto sotto la diretta autorità del Ministero delle comunicazioni, assumendo un ruolo esclusivamente tecnico e sperimentale. La produzione dei programmi venne trasferita al Dipartimento di radiodiffusione televisiva di Mosca, all'interno del Comitato radio dell'URSS.
Il 16 giugno dello stesso anno fu introdotto lo standard video a 625 linee, e il primo televisore compatibile con questo formato fu il Moskvič-T1.

### Studio televisivo centrale (1951-1965)

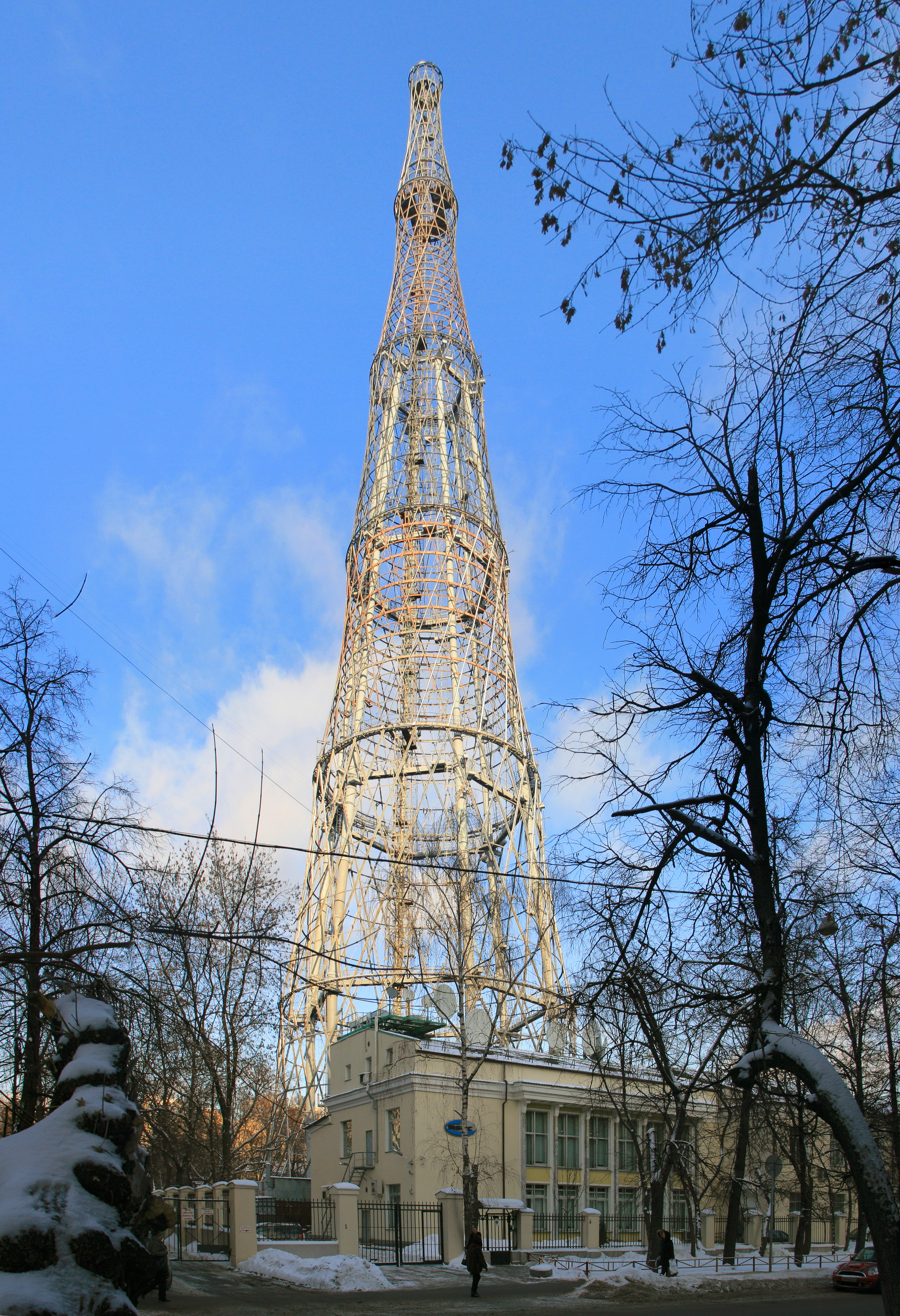
La torre Šuchov, alta 160 metri ed emblema per molti anni della CST.

Il 22 marzo 1951 fu istituito a Mosca, nel sobborgo di Šabolovka, lo Studio televisivo centrale (Central'naja studija televidenija, CST), su iniziativa del Comitato radio dell'URSS e in base al decreto del Sovnarkom sull'organizzazione delle trasmissioni televisive regolari nella capitale. Il 26 agosto 1952 fu inaugurato il Centro televisivo di Leningrado, dotato dei primi studi professionali dell'Unione Sovietica, mentre il servizio televisivo locale fu rinominato Leningradskoе televidenie (Ленинградское телевидение)
Dal 1º gennaio 1955, la rete Televidenie imeni Gor'kogo avviò trasmissioni quotidiane regolari. A partire dal Capodanno dello stesso anno, anche la televisione centrale iniziò una programmazione giornaliera.
Il 14 febbraio 1956, il Radiocomando dell'URSS lanciò il Moskovskij programma ("Programma di Mosca") e Televidenie imeni Gor'kogo fu rinominata Pervaja programma (“Primo programma”), in concomitanza con l'introduzione del Vtoraja programma CT ("Secondo programma della Televisione centrale"). Le trasmissioni, inizialmente riservate alle ore serali, erano destinate principalmente agli abitanti di Mosca e della regione circostante.
Il 14 gennaio 1960 furono avviate le prime trasmissioni sperimentali a colori sul Primo e sul Secondo programma. L'anno successivo, Leningradskoe televidenie trasferì i propri studi e uffici in una nuova sede più ampia. Il 12 agosto 1960, il Centro televisivo di Mosca passò sotto la gestione della Compagnia statale di trasmissione televisiva e radiofonica dell'URSS (Gosteleradio SSSR), mentre l'unità radio fu riorganizzata come Stazione di radiodiffusione di Mosca (Moskovskij radioperedajuščaja stancija televidenie, MRPST) sotto il controllo del Ministero delle comunicazioni.
Nel 1963, fu ordinata la costruzione di un nuovo centro televisivo a Ostankino, inaugurato nel 1967 in occasione del cinquantesimo anniversario della Rivoluzione d'ottobre. L'anno successivo, anche il centro televisivo di Leningrado fu ampliato e rinnovato.
Il 1º settembre 1964, il Primo programma introdusse Spokojnoj noči, malyši!, una trasmissione dedicata ai bambini in onda prima della fascia serale per adulti. Il programma era stato ideato come risposta alla serie Sabbiolino trasmessa dalla Deutscher Fernsehfunk della Repubblica Democratica Tedesca, precedeva il notiziario principale delle 21:00 (dal 1968, Vremja). Dopo il crollo dell'Unione Sovietica, lo show viene riproposto dal canale statale Rossija 1. 
Nel 1965, lo Studio televisivo centrale fu sciolto e le sue redazioni furono poste sotto la direzione diretta della Gosteleradio. Tra la fine degli anni Cinquanta e la prima metà degli anni Sessanta, il Primo programma estese la propria copertura all'intero territorio europeo dell'URSS, per poi raggiungere l'intero paese a partire dal 2 novembre 1967.
Il 29 marzo 1965, la Gosteleradio avviò in via sperimentale il Tretij programma ("Terzo programma") e, il 4 novembre 1967, il Četvërtij programma ("Quarto programma"), quest'ultimo sostanzialmente replicava la programmazione del primo canale. Entrambi i programmi coprivano Mosca e l'area circostante.

### Espansione e i nuovi canali

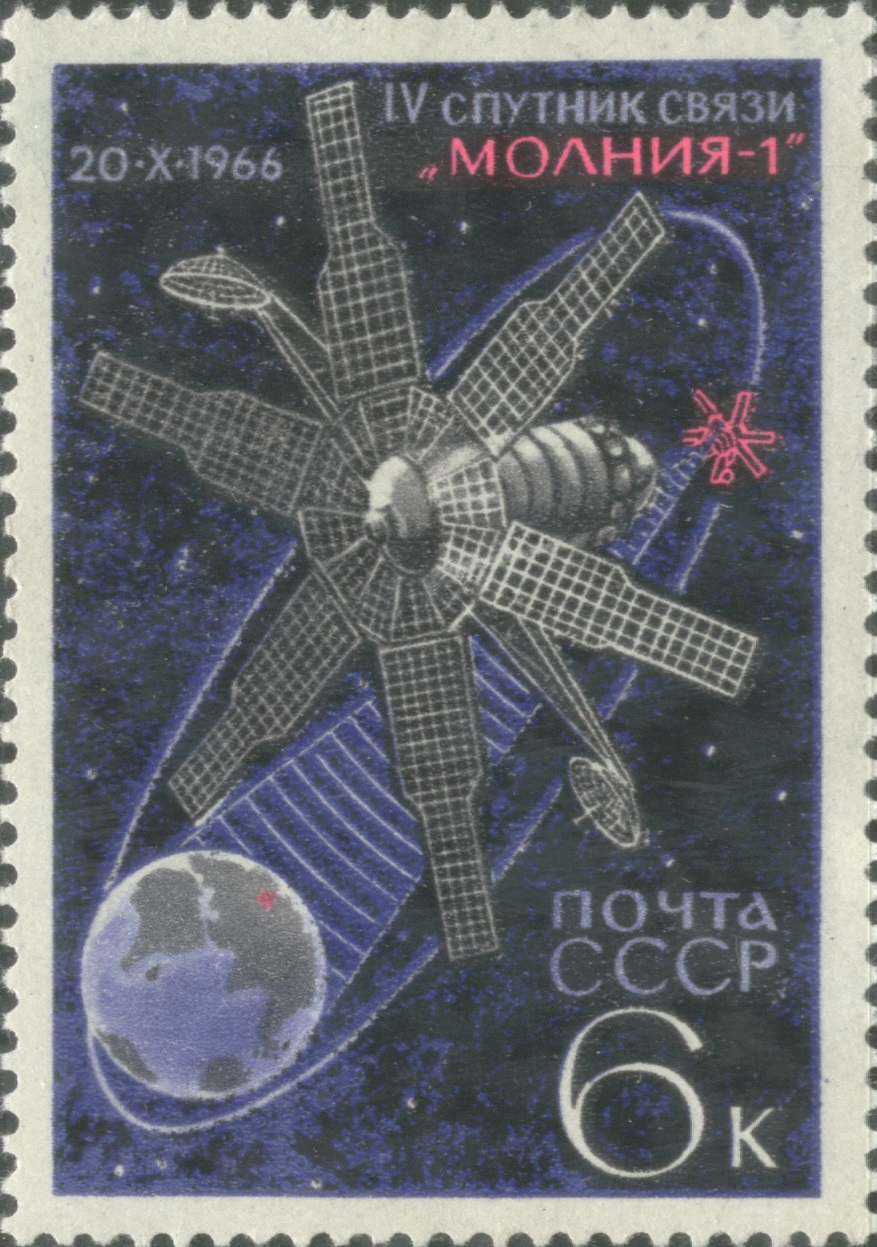
Francobollo sovietico del 1966 dedicato al satellite Molnija.

Nel 1965, Gosteleradio avviò l'espansione della copertura televisiva nazionale attraverso collegamenti via satellite. In quell'anno iniziarono le prime trasmissioni sperimentali dirette verso il Medio Oriente grazie al sistema satellitare Molnija.
Nel 1971 ebbero inizio le trasmissioni regolari nelle regioni della Siberia, degli Urali, dell'Asia centrale e in parte della RSS Kazaka mediante il sistema Orbita. A partire dal 1976, il satellite Ėkran iniziò a ritrasmettere il segnale televisivo nelle aree più remote dell'Asia sovietica.
Nel 1967 fu introdotto il Programma 4, dedicato all'intrattenimento giovanile e alle trasmissioni sportive. Il Programma 3, inizialmente disponibile solo nell'area di Mosca, fu progressivamente esteso e, nel 1977, venne trasferito sul secondo canale con la denominazione di Vsesojuznaja programma, per poi essere trasmesso via satellite in tutto il paese a partire dal 1982. Contestualmente, il Moskovskaja programma fu spostato sul terzo canale.
I contenuti sportivi furono assegnati al Programma 6, lanciato il 25 dicembre 1971.
Il 25 gennaio dello stesso anno, a Mosca iniziarono anche le trasmissioni del Techničeskaja programma, un canale tecnico utilizzato durante i Giochi della XXII Olimpiade del 1980. Su questo canale furono trasmessi integralmente eventi sportivi internazionali come il Torneo di Wimbledon e gli Open di Francia.
Sempre nel 1971, fu introdotto Orbita-1, un duplicato del Primo programma destinato alla trasmissione satellitare in differita considerando i fusi orari. Il 1º gennaio 1976 furono attivati Orbita-2, Orbita-3 e Orbita-4, rivolti specificamente ai territori orientali dell'URSS.

### Passaggio al colore

Monoscopio UĖIT (УЭИТ) della TV sovietica utilizzato con le trasmissioni a colori.

La televisione a colori fu introdotta in Unione Sovietica il 1º ottobre 1967, rendendo il paese il quarto in Europa ad adottare questa tecnologia, dopo Regno Unito, Germania Ovest e Francia. L'introduzione avvenne in tempo per le celebrazioni del cinquantesimo anniversario della Rivoluzione d'ottobre, previste per il 7 novembre dello stesso anno. Moskovskaja programma e Leningradskoe televidenie furono i primi canali a trasmettere a colori, sebbene la parata venne ancora diffusa in bianco e nero sulle principali reti nazionali e sul Programma 4.
La televisione sovietica adottò lo standard francese SÉCAM, successivamente impiegato da gran parte dei paesi del blocco orientale ad eccezione di Romania e Jugoslavia che optarono per il sistema PAL.
Nel 1973, le trasmissioni a colori si erano estese all'intero territorio sovietico, e sia le reti nazionali che quelle regionali utilizzavano ormai stabilmente lo standard SÉCAM. A partire dal 1º gennaio 1978, tutti i programmi e i canali della televisione centrale dell'URSS iniziarono ad essere trasmessi a colori.
Per i Giochi della XXII Olimpiade del 1980 a Mosca, la CT SSSR, rete ufficiale della manifestazione, trasmise le gare a colori su tutto il territorio sovietico sui due canali principali, oltre che sul Programma 3 e Programma 4, mentre le emittenti di alcune repubbliche si limitarono a trasmettere solo alcune competizioni selezionate.

### Riforme

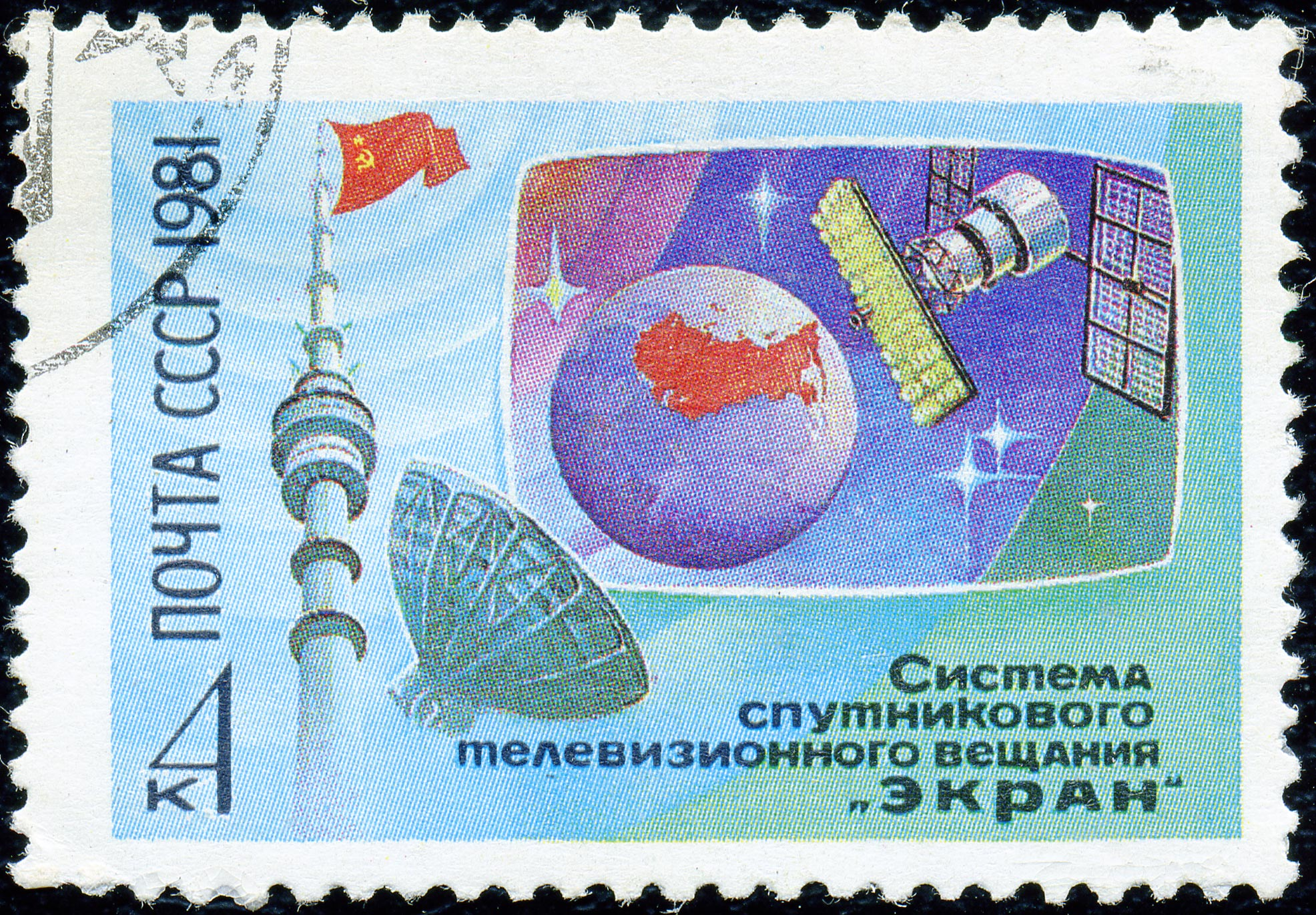
Francobollo dedicato al sistema Ėkran.

Il 1º gennaio 1982, il Programma 4 fu trasferito al secondo canale su tutto il territorio sovietico, mentre l'ex Vtoraja programma fu riorganizzato come emittente locale per Mosca e trasferito al terzo canale, estendendo la copertura alle oblasti di Mosca, Rjazan' e Kaliningrad. Il canale dedicato ai contenuti educativi fu spostato dal terzo al quarto canale. Nello stesso periodo, Gosteleradio lanciò quattro duplicati del Programma 2 destinati alle regioni orientali, denominati Dubl'-1, 2, 3 e 4.
Nel corso degli anni ottanta, la CT SSSR fu interessata da profonde riforme in seguito all'introduzione della perestrojka e della glasnost' promosse dal segretario generale del PCUS Michail Gorbačëv.
Se in precedenza la televisione di stato era rigidamente legata al Partito Comunista dell'Unione Sovietica e trasmetteva contenuti strettamente allineati alla linea ufficiale, il progressivo declino del PCUS portò a una graduale eliminazione della propaganda dai palinsesti. Le notizie iniziarono a essere diffuse in modo libero e senza filtri ideologici.
Con l'applicazione della glasnost', Vremja fu prodotto senza censura né interferenze politiche, acquisendo credibilità e venendo ritrasmesso da numerose emittenti internazionali. Parallelamente, la rete introdusse nuovi programmi e format innovativi, inclusi talk show e rubriche di approfondimento.
Nel 1988, il lancio del satellite sovietico Gorizont rese possibile la trasmissione del segnale televisivo in Europa, Nord Africa e in alcune aree delle Americhe. Tutti i canali dell'URSS e dei paesi socialisti dell'Europa orientale diventarono così ricevibili via satellite.
Alla fine degli anni ottanta emersero anche i primi canali privati, come ATV e 2x2, segnando la fine del monopolio statale sulle trasmissioni televisive. Nel 1990, la CT SSSR avviò la sua prima collaborazione con gli USA, producendo il programma Capital to Capital con l'American Broadcasting Company.

### Ostankino(1991-1996)

Logo del 1-j kanal Ostankino.

Il 16 settembre 1991, il secondo canale della televisione centrale cessò le trasmissioni e fu sostituito da Rossijskoe televidenie, emittente legata al presidente del Soviet Supremo della RSFS Russa Boris El'cin. Il canale assunse successivamente la denominazione Rossija nel 2002 e Rossija 1 nel 2010
Con la dissoluzione dell'Unione Sovietica il 25 dicembre 1991, la televisione centrale sovietica, che dal 1990 era stata integrata nella Pervaja obščesojuznaja programma a seguito di una riforma strutturale, perse il ruolo di emittente statale dell'ex URSS.
Il 26 dicembre 1991 segnò l'ultima giornata di trasmissioni per i restanti tre programmi della CT SSSR. Dopo la riorganizzazione della Società di radiodiffusione televisiva statale di tutta l'Unione (Vsesojuznoj GTRK) nella nuova società televisiva Ostankino, il Primo programma fu rinominato 1-j kanal Ostankino, il Moskovskaja programma CT divenne il Moskovskij televizionnyj kanal (MTK), mentre il Quarto programma fu ribattezzato 4-j kanal Ostankino. Leningradskogo TV 5 fu trasformato in Peterburg – Pjatyj kanal e iniziò a trasmettere su scala nazionale in tutta la Federazione Russa fino al 1997.
All'inizio del 1992, lo studio televisivo di Mosca fu separato da Ostankino e affidato alla Compagnia di trasmissione televisiva e radiofonica di Mosca (Rossijskaja moskovskaja teleradiokompanija Moskva, RMTK Moskva), incaricata della gestione del canale MTK e delle sedi regionali di Radio Rossii a Mosca e nella sua oblast'. Nel 1996, la società Ostankino fu definitivamente sciolta.

## Reti televisive
1. Pervaja programma CT
2. Vtoraja programma CT
3. Moskovskaja programma CT
4. Obrazovatel'naja programma
5. Leningradskaja programma
6. Techničeskij kanal

## Organizzazione
- Direzione principale dei programmi (dal 1988, direzione generale dei programmi)[8]
  - Dipartimento per la pianificazione
  - Dipartimento per la revisione
  - Dipartimento per l'emissione
  - Dipartimento per gli annunciatori
  - Dipartimento per la corrispondenza
- Uffici editoriali tematici: creati nel 1957, ogni ufficio era costituito da dipartimenti (precedentemente uffici editoriali e alcuni anche da associazioni creative, creati nel 1954) ed erano diretti dal caporedattore. Erano formati da redattori principali e comuni, affiancati da un gruppo composto dal direttore principale, dai registi e dai vicedirettori
- Redazione principale dell'informazione (nel 1988, redazione principale per i programmi internazionali)[9]
  - Dipartimento per l'informazione intra-Unione
  - Dipartimento per l'informazione internazionale
  - Gruppo per l'emissione
  - Gruppo dei registi
  - Servizio della segreteria esecutiva
- Redazione principale della propaganda (dal 1988, redazione principale per i programmi sociopolitici)[9]
  - Dipartimento per la propaganda della teoria marxista-leninista
  - Dipartimento per l'educazione patriottica
  - Dipartimento per la vita sociale;
  - Dipartimento per l'industria
  - Dipartimento per l'agricoltura
- Redazione principale dei programmi letterari e drammatici (dal 1988, redazione principale per i programmi letterari e artistici)[9]
  - Dipartimento per gli spettacoli televisivi
  - Dipartimento per i programmi classici e di intrattenimento
  - Dipartimento della letteratura e arte
  - Dipartimento per le trasmissioni teatrali
- Redazione principale dei programmi cinematografici, separata negli anni sessanta dal comitato editoriale dei programmi letterari e drammatici[9]
  - Dipartimento delle trasmissioni giornalistiche
  - Dipartimento dei lungometraggi
  - Dipartimento dei documentari
- Redazione principale dei programmi musicali (dal 1988, redazione principale dei programmi musicali e di intrattenimento)[9]
  - Dipartimento delle trasmissioni
  - Dipartimento delle trasmissioni informative
  - Dipartimento delle trasmissioni con il pubblico
  - Dipartimento dei generi di massa
  - Dipartimento dei programmi per i fondi
- Redazione principale dell'arte popolare, separata negli anni sessanta dalla redazione principale dei programmi musicali[9]
  - Dipartimento delle trasmissioni tematiche
  - Dipartimento degli spettacoli musicali
- Redazione principale dei programmi per bambini (dal 1988, redazione principale di programmi per bambini e giovani)[9]
  - Dipartimento dei programmi sociopolitici
  - Dipartimento dei programmi artistici
  - Dipartimento dei programmi letterari e musicali
- Redazione principale dei programmi per i giovani[9]
  - Dipartimento dei programmi sociopolitici
  - Dipartimento delle trasmissioni di massa
- Redazione principale di Mosca e dell'oblast' di Mosca (dal 1988, redazione principale dei programmi televisivi per Mosca e l'oblast' di Mosca)
  - Dipartimento delle trasmissioni operative
  - Dipartimento dei programmi tematici
  - Dipartimento delle trasmissioni per l'oblast' di Mosca
  - Dipartimento delle trasmissioni informative
- Redazione principale della scienza popolare e dei programmi educativi[9]
  - Dipartimento delle srednej školy (scuola superiore)
  - Dipartimento delle vysšej školy (istituti d'istruzione terziaria)
  - Dipartimento della pedagogia
  - Dipartimento delle scienze sociali
  - Dipartimento della letteratura
  - Dipartimento dell'estetica e dell'etica
  - Dipartimento delle lingue straniere
  - Dipartimento della pianificazione
- L'edizione principale dei programmi sportivi (in collaborazione con la Central’noe vnutrisojuznoe radioveŝanie CVR e la Central'noe radioveŝanie na zarubežnye strany CRnZS)
  - Dipartimento dell'informazione
  - Dipartimento olimpico
- Gruppi di produzione
- Gruppi per le decorazioni
- Gruppo di operatori televisivi
- Gruppo dei fonici
- Unità per la messa in scena
- Negozio di macchinari e decorazioni
- Reparto per la mobilia
- Reparto plastici-materiali di scenici
- Reparto per le decorazioni e i tendaggi
- Reparto per l'illuminazione elettrica
- Negozio dei trucchi
- Negozio dei costumi
- Gruppo di osservatori politici (in collaborazione con la CVR e la CRnZS)
- Dipartimento di rete corrispondente (in collaborazione con la CVR e la CRnZS)

## Durata delle trasmissioni
Nei giorni feriali, la programmazione televisiva iniziava alle 6:30 (orario di Mosca) e proseguiva fino alle 12:00 circa, seguita da una pausa durante la quale veniva trasmesso il segnale orario sotto forma di un orologio analogico. Sul Secondo programma, invece, veniva mostrato un monoscopio. La durata di questa pausa variò nel tempo: fino alle 14:00 in origine, estesa alle 14:30 nel 1978, alle 14:50 nel 1979 e infine alle 16:00 dal 1986. La fascia serale si concludeva generalmente a mezzanotte.
Negli anni ottanta, poco prima della fine delle trasmissioni, appariva a schermo un avviso lampeggiante per diversi minuti con la scritta Ne zabud'te vyključit' televizor (in russo Не забудьте выключить телевизор?, "Non dimenticare di spegnere il televisore"), accompagnato da un forte segnale acustico intermittente. Questo avviso, pensato come "sveglia" per chi si addormentava davanti allo schermo, aveva anche una funzione di sicurezza: i vecchi televisori sovietici non erano progettati per sostenere immagini statiche e, surriscaldandosi, potevano causare incendi. Il messaggio e le sue varianti furono mantenute sul 1-j kanal Ostankino fino alla sua chiusura, su ORT fino al settembre 1995 e su RTR fino al 1992. Fu inoltre adottato da diverse emittenti dei paesi dell’ex Unione Sovietica e degli Stati membri del Patto di Varsavia, tra cui la Polonia.
Nel 1991, il Primo programma iniziò a essere trasmesso senza interruzione diurna. Già nella primavera del 1990, in via sperimentale, era stata avviata una programmazione continua nella notte tra venerdì e sabato, con trasmissioni attive 24 ore su 24 e conclusione alle 6:45 del mattino successivo.
In termini di orari, il Primo programma era trasmesso dalle 6:30 a mezzanotte; il Secondo programma, dalle 8:00 a mezzanotte, con una pausa riservata alle trasmissioni locali; il Terzo programma di Mosca era in onda dalle 19:00 a mezzanotte.

## Orologi, ident e stili
Negli anni Sessanta, la trasmissione del Primo programma iniziava con un sottofondo musicale costituito dalla canzone Moskva sovetskaja, eseguita da Aleksandr Rozum.
Tra il 1975 e il 1982, le trasmissioni si aprivano e si chiudevano con un’animazione raffigurante la rotazione del globo terrestre davanti a un satellite, su sfondo giallo, accompagnata dalla versione strumentale della Toržestvennaja pesnja (“Canzone solenne”).
A partire dal 1982, l'ident visivo fu sostituito con un’animazione che mostrava un'antenna a forma di stella rossa su sfondo blu, circondata da anelli in movimento a simboleggiare le onde radio. In basso compariva la scritta "I программа" e "II программа" , che poi si trasformava nella dicitura "ЦТ СССР". Intorno al febbraio 1988, l’ident venne modificato: gli anelli divennero statici, la scritta scomparve e lo sfondo fu sostituito da una gradazione azzurra con sfumature bianche.
Dal marzo 1991 fino alla cessazione del Primo programma, l’inizio delle trasmissioni era introdotto da un nuovo logo ispirato a quello di Das Erste dell’emittente tedesca ARD. In alcune versioni, era accompagnato da un tema musicale, mentre all’apertura e alla chiusura della programmazione veniva utilizzato un estratto del brano Équinoxe Part 1 di Jean-Michel Jarre. Negli ultimi mesi di attività, il Secondo programma cessò di trasmettere ident visivi.
Le trasmissioni mattutine si aprivano con i brani Nas utro vstrečaet prohladoj e Pesni o vstrečnom, mentre la chiusura era accompagnata da un frammento della melodia Ticho, vsë ticho di Isaak Dunaevskij, eseguita dall’orchestra sinfonica popolare della radiotelevisione di tutta l’Unione, diretta da Peeter Saul.
Nei giorni festivi, l’inizio delle trasmissioni era accompagnato dall’Inno dell'Unione Sovietica, proposto su uno sfondo raffigurante una stella e uno striscione rosso. Subito dopo veniva mostrato un orologio che indicava l’ora esatta su sfondo blu scuro, con cifre gialle o bianche e senza alcun suono. Si trattava in realtà di un orologio meccanico, ripreso in bianco e nero da una telecamera e colorato artificialmente tramite un circuito stampato dedicato.
Con l’introduzione dell’ident accompagnato dal brano Rodina nel programma Vremja, lo sfondo dell’orologio divenne verde scuro. Dopo la comparsa della torre Spasskaja del Cremlino di Mosca, lo sfondo tornava al consueto blu scuro. A partire dal 1991, sotto l’orologio iniziarono a comparire brevi annunci pubblicitari, tra cui quelli di Crosna, Olivetti e MMM. Lo stesso orologio fu successivamente riutilizzato su diversi canali televisivi: 1-j kanal Ostankino (1991–1994), 2x2 e MTK (1989–1997), TV-6 (1993–2000) e Tret’ij kanal (1997–2002) durante la transizione con TVC.
Durante le pause o in assenza di programmazione, venivano trasmessi salvaschermo con immagini di paesaggi naturali, scorci di Mosca o diciture come Chudožestvennyj fil'm (“film artistico”) e Fil’m-koncert (“film-concerto”). Nel 1991 furono introdotti anche salvaschermo statici o versioni abbreviate dell’ident principale, accompagnati da diversi sottofondi musicali.

## Palinsesto

### Informazione
- Vremja (dal 1968)
- 600 sekund (1987-1993)
- Služu Sovetskomu Sojuzu (in collaborazione con il Ministero della difesa e le Forze armate sovietiche)

### Sport
- Futbol'noe obozrenie

### Cultura
- Očevidnoe neverojatnoe (1973-1992)
- Kinopanorama (1962-1965)
- Zdorov'e

### Intrattenimento
- Goluboj ogonëk (1962-1988)
- Čto? Gde? Kogda?
- Fitil' (1962-1991)
- Igraj, garmon' ljubimaja!
- Klub putešestvennikov (1960-2003)
- Klub vesëlych i nachodčivych (КВН) (1961-1972, dal 1986)
- Kabačok "13 stul'ev"

### Giovani
- Spokojnoj nochi, malyši! (dal 1964)
- Budil'nik (1965-1998)
- Do 16 i starše (1983-2001)
- Nu, pogodi!
- ABVGDejka (dal 1975)

Le celebrazioni annuali trasmesse dalla CT SSSR comprendevano le dirette delle principali parate nazionali tenute sulla Piazza Rossa, in occasione del primo maggio, della giornata della vittoria e dell'anniversario della Rivoluzione d'ottobre. La sera della Vigilia di Capodanno, la programmazione prevedeva il tradizionale messaggio di fine anno del Segretario generale del PCUS, seguito da immagini del Cremlino e dall’esecuzione dell’inno nazionale. A mezzanotte, appuntamento consueto era la trasmissione del film Equivoci di una notte di capodanno.
La televisione sovietica accompagnava le festività con concerti e programmi musicali dedicati, trasmettendo eventi commemorativi e spettacoli a tema. A partire dal 1971, fu inoltre la rete ufficiale del Festival nazionale di musica sovietica Pesnja goda, trasmesso annualmente in occasione del Capodanno e divenuto una delle tradizioni televisive più consolidate per il pubblico sovietico.